# Club Deportivo Mercadal
El Club Deportivo Mercadal (en catalán Club Esportiu Mercadal) es un club de fútbol español de la localidad balear de Mercadal, en Menorca. Fue fundado en 1923 y actualmente juega en la Tercera División de España.
Estuvo varias temporadas jugando en Tercera división de España, hasta 2019.
En la temporada 2019/20 juega su primera temporada en categoría territorial de Baleares. Por el coronavirus, no pudo seguir su competición, y tendrá que jugar un playoff improvisado para volver a ascender a Tercera división.
Logró estar en playoffs de ascenso a Segunda B y copa federación en 2016. Juega sus partidos en el estadio municipal de Mercadal (Menorca).

## Palmarés

### Trofeos regionales
- Copa R.F.E.F (Fase Autonómica) (1) : 2014-15